# Giovanni Scatturin
Giovanni Scatturin (* 30. Mai 1893 in Venedig; † 11. Oktober 1951 in Rosario, Argentinien) war ein italienischer Ruderer und Olympiasieger.
Scatturin startete bei den Olympischen Spielen 1920 in Antwerpen mit Ercole Olgeni und Steuermann Guido De Filip im Zweier. Von vier angetretenen Booten erreichten drei Boote das Finale, dort gewannen die Italiener vor den Franzosen und den Schweizern. Bei den Europameisterschaften 1923 ruderte Scatturin zusammen mit Giuseppe Tasson und Steuermann Gino Sopracordevole, die drei Italiener belegten den zweiten Platz hinter den Schweizern Édouard Candeveau, Alfred Felber und Émile Lachapelle. Im Jahr darauf kehrte der mittlerweile 40-jährige Ercole Olgeni zurück in den Zweier. Olgeni, Scatturin und Steuermann Sopracordevole belegten bei den Europameisterschaften 1924 den dritten Platz hinter den Booten aus den Niederlanden und der Schweiz. Bei den Olympischen Spielen 1924 in Paris ruderten die Schweizer Europameister von 1922 und 1923, die bei den Europameisterschaften nicht am Start gewesen waren. Das Schweizer Boot siegte mit einer Zehntelsekunde Vorsprung vor den Italienern.